# Maja Panajotova
Maja Panajotova (Bulgaars: Мая Панайотова) (Aleksandrovo, 1 mei 1951) is een Bulgaarse dichteres, vertaalster en slaviste die sinds 1972 in België woont. Ze schrijft zowel in het Bulgaars als het Nederlands. 

## Levensloop
Maja Panajotova, voluit Maja Panajotova Boejoekliëva, werd geboren in de Bulgaarse stad Aleksandrovo. Van 1969 tot 1972 studeerde ze Slavische filologie, eerst aan de universiteit van Veliko Tarnovo, daarna aan die van Sofia. In 1972 huwde ze te Sofia met de Belgische slavist Raymond Detrez. Met hem gaat ze in Antwerpen wonen. Vervolgens doceerde ze Bulgaarse taal- en letterkunde aan de Universiteit Gent en de Katholieke Universiteit Leuven. In 1984 publiceerde ze haar eerste dichtbundel in het Nederlands, Verzwegen alibi. Daarnaast vertaalde ze werk van Nederlandstalige auteurs in het Bulgaars.